# يبهون إتش
(يبهون إتش)  هي طائرة بدون طيار عالية الأداء. 
تستخدم (يبهون إتش ) آخر تقنيات ميانيكية الطيران مع نسبة أبعاد عالية لجناح دلتا (مثلث) مزدوج مع أسطح رفع بشكل طبقات للحصول على أفضل ملاحة.
(يبهون إتش) لها جنيحات عالية الاستجابة مما يجعلها مقاومة للمطبات الهوائية .
إن تلك المقاومة إضافة إلى استفرارها الذاتي يجعلان طيراتها أفضل.
كما ان حجمها الصغير يعطيها القدرة الرائعة على التسلق حتى على زاوية مواجهة عالية.
يمكن استخدم هذه الطائرةا للمهمات التكتيكية مع امكانية الإطلاق من السفن أو البر باستخدام جهازاطلاق تقليدي ويتم استعادتها وإنزاها بواسطة مظلة هوائية.

## المواصفات
المسافة بين الجناحين
	3.28 متر 	10.76 قدم
الطول
	2.5 متر 	8.2 قدم
الارتفاع
	1.1 متر 	3.6 قدم
مساحة الرفع الكلية 	2 متر مربع 	21.5 قدم مربع
وزن الطائرة فارغة
	35 كجم 	77 رطل
حمولة الإقلاع القصوى
	80 كجم 	176 رطل
وزن الأحمال
	5 كجم 	11 رطل
سعة خزان الوقود 	40 لتر 	10 جالون

## أداء الرحلة
سرعة السقوط
65 كم/س
[18 م/ث]
35 عقدة
سرعة التحليق
92-107 كم/س
[25-30 م/ث]
50-85 عقدة
السرعة القصوى
176 كم/س
[49 م/ث]
95 عقدة
معدل التسلق (سطح البحر)
[10 م/ث]
فترة الطيران
5 ساعات
سقف الارتفاع (النظري)
5500 متر
18000 قدم

## الأبعاد
المسافة بين الجناحين
3.28 متر
10.76 قدم
الطول
2.5 متر
8.2 قدم
الارتفاع
1.1 متر
3.6 قدم
مساحة الرفع الكلية
2 متر مربع
21.5 قدم مربع

## الأحمال
- متحسسات كهروبصرية[1]

## وصلات خارجية
http://adcom-systems.com/ARB/UAV/YAHBON-H/Overview.html